# Ofeltés
Ofeltés (latinsky Opheltes) byl v řecké mytologii maličký syn nemejského krále Lykúrga a jeho manželky Eurydiky.
Jeho chůvou byla Hypsipylé, bývalá královna na ostrově Lémnos, dcera tamního krále Thoanta. Když lémnijští muži houfně opouštěli své manželky a odjížděli za ženami na pevninu, všechny ženy podle dohody své muže povraždily, jediná královna Hypsipylé ušetřila svého starého otce v truhlici, spuštěné na moře. Za tu zradu ji ostatní ženy prodaly do otroctví a tak se stala chůvou maličkého Ofelta.
Při jedné procházce v lukách ji potkali vojáci, kteří táhli do války "sedmi proti Thébám" a žádali ji o vodu, protože všechny prameny v okolí na příkaz nejvyššího boha Dia nymfy zasypaly. Hypsipylé položila dítě na zem a odešla ukázat vojákům ukrytý lesní pramen. V okamžiku se obrovský had ovinul kolem Ofelta a když na jeho křik přiběhli vojáci i král Lykúrgos se svou manželkou, chlapec již byl zardoušen.
Král chtěl chůvu zabít, ale zabránil mu v tom jeden z vojáků, hrdina Týdeus. Na Ofeltovu počest byly uspořádány vojenské hry, které se později staly základem pro slavné nemejské hry. Ovšem podle jiných zdrojů tyto hry založil hrdina Héraklés poté, co přemohl nemejského lva.

## Odraz v umění
- Ofeltova smrt byla častým motivem výzdoby řeckých váz
- jedno z nejlepších zobrazení je zachováno na reliéfu z 1. stol. př. n. l.